# Şeker Ahmed Pascha
„Şeker“ Ahmed Pascha (* 1841 in Istanbul; † 5. Mai 1907 ebenda) war ein osmanischer Maler und Soldat. Sein eigentlicher Name war Ahmed Ali, sein Spitzname „Şeker“ bedeutet „Zucker“.

## Leben
Ahmet Pascha trat 1855 in die Militärakademie ein, wo er Medizin studierte. Dort wurde sein Interesse für Malerei geweckt. Er erregte die Aufmerksamkeit des Sultans, der ihn 1863 zu Studien nach Paris schickte. Er studierte zuerst unter Gustave Boulanger und danach unter Jean-Léon Gérôme an der Kunstakademie.  Er verbrachte sieben Jahre in Paris und ein weiteres Jahr in Rom, bevor er wieder in das Osmanische Reich zurückkehrte.
In Istanbul arbeitete als Lehrer. 1871 organisierte er dort seine erste Ausstellung.  In weiterer Folge avancierte er auch im militärischen Rang und wurde 1890 zum Generalleutnant ernannt. An den Hof berufen wurde er mit dem Ankauf europäischer Gemälde für den Palast beauftragt. 1896 wurde er Zeremonienmeister am Hof. 1906 trug er den Titel eines Generals („Ferik“).
Am 5. Mai 1907 starb er an einem Herzinfarkt in Istanbul.

## Bedeutung
Ahmet Pascha wurde zum Pionier der Ölmalerei im Osmanischen Reich. Er malte Naturmotive wie Wälder, Früchte, Blumen und Tiere. Sein Leben und sein Werk spiegeln die Erfahrungen der osmanischen Elite in den Nachwirkungen der Tanzimat-Reformen wider, als man sich der westlichen Kultur annäherte. Ahmed Paschas Kompositionen orientieren sich an der europäischen Malerei, doch verlor er nie den Bezug zur orientalischen Kunst.